# First Strike Still Deadly
First Strike Still Deadly è una compilation pubblicata dalla thrash metal band Testament nel 2001. Il disco presenta ri-registrazioni di vecchi classici tratti dai primi due album del gruppo, e, in aggiunta, di Reign of Terror che proviene dal loro primo demo.

## Tracce
1. First Strike Is Deadly
2. Into the Pit
3. Trial by Fire
4. Disciples of the Watch
5. The Preacher
6. Burnt Offerings
7. Over the Wall
8. The New Order
9. The Haunting
10. Alone in the Dark
11. Reign of Terror

## Formazione
- Chuck Billy – voce
- Steve "Zetro" Souza – voce (10, 11)
- Eric Peterson – chitarra, voce addizionale
- Alex Skolnick – chitarra
- Steve DiGiorgio – basso
- John Tempesta – batteria